# Reading Railers
I Reading Railers sono stati una società di pallacanestro statunitense con sede a Reading, in Pennsylvania.
Nacquero nel 2007 e disputarono un campionato nella PBL, dove arrivarono terzi nella Eastern Division. Persero la finale di conference con i Rochester Razorsharks. Scomparvero al termine della stagione.

## Stagioni
| Stagione | Lega | Denominazione   | V  | P | %    | Piazzamento | Play-off             |
| -------- | ---- | --------------- | -- | - | ---- | ----------- | -------------------- |
| 2008     | PBL  | Reading Railers | 11 | 9 | 55,0 | 3º          | Finale di conference |